# 1899 a jogalkotásban
1899-ben az alábbi jogszabályokat alkották meg:

## Magyarország

### Törvények
- 1899. évi I. törvénycikk Az 1899. év négy első hónapjában viselendő közterhekről és fedezendő állami kiadásokról
- 1899. évi II. törvénycikk Az 1889. évi VI. törvénycikk 14., valamint az 1890. évi V. törvénycikk 3. szakasza rendelkezésének, illetőleg a közös hadsereg és haditengerészet, valamint a honvédség számára megállapított ujonczjutalék mennyiségének 1899. év végéig való fentartása tárgyában
- 1899. évi III. törvénycikk Az 1899. évben kiállitandó ujonczok megajánlásáról
- 1899. évi IV. törvénycikk Az 1898. évi I. és XV. törvénycikkek némely intézkedései hatályának fentartásáról
- 1899. évi V. törvénycikk A Magyarország és Horvát-Szlavon-Dalmátországok között létrejött pénzügyi egyezmény becikkelyezéséről szóló 1889:XL. törvénycikk határozatainak érvényben tartásáról
- 1899. évi VI. törvénycikk A magyarországi városok és községek fogyasztási adó természetü jövedelmeinek ideiglenes rendezéséről
- 1899. évi VII. törvénycikk A székes fővárosi Margithidnak a Margitszigettel való összekötéséről
- 1899. évi VIII. törvénycikk Az 1899. évi állami költségvetésről
- 1899. évi IX. törvénycikk A felállitandó honvéd főreáliskola és két hadapród-iskola czéljaira szolgáló épitkezések költségeinek fedezésére szükséges póthitelről
- 1899. évi X. törvénycikk A kovácsháza-csabai keskenyvágányu helyi érdekü vasut engedélyezése tárgyában
- 1899. évi XI. törvénycikk A belovár-verőczei helyi érdekü gőzmozdonyu vasut engedélyezése tárgyában
- 1899. évi XII. törvénycikk A budapest-szentlőrinczi keskenyvágányu gőzmozdonyu helyi érdekü vasutnak szabványos kettős vágányra és villamos üzemre leendő átalakítása, folytatólagos kiépitése és a kapcsolatosan tervezett szárnyvonalnak engedélyezése tárgyában
- 1899. évi XIII. törvénycikk A polgári jogsegély tárgyában Haagában létrejött nemzetközi egyezmény beczikkelyezéséről
- 1899. évi XIV. törvénycikk Az állami elemi népiskolák megfelelő elhelyezésével felmerülő kiadások fedezéséről
- 1899. évi XV. törvénycikk Az országgyűlési képviselő-választások feletti bíráskodásról
- 1899. évi XVI. törvénycikk Az osztrák-magyar vámterület általános vámtarifájának módositásáról
- 1899. évi XVII. törvénycikk A sör-, az ásványolaj- és a czukoradónak a fogyasztási terület részére való biztositása, valamint a szeszadónak a fogyasztási terület részére való biztositásáról szóló 1894:XV. tc. némely határozmányainak módositása tárgyában
- 1899. évi XVIII. törvénycikk A czukoradóról és az 1898:XVII. törvénycikknek a czukorfogyasztási adóra vonatkozó határozmányainak megszüntetéséről
- 1899. évi XIX. törvénycikk A söradóról
- 1899. évi XX. törvénycikk A szeszadóról, valamint a szesztermeléssel együttesen készített sajtolt élesztőnek megadóztatásáról
- 1899. évi XXI. törvénycikk A kivitelre szánt czukor- és alkoholtartalmu gyártmányok készítéséhez felhasznált répaczukor és szesz adómentessége, valamint a czukor- vagy alkoholtartalom, illetőleg olyan czikkek után, a melyek készítéséhez czukor vagy alkohol használtatott fel, külföldről való behozatal esetében szedendő vámpótlék tárgyában
- 1899. évi XXII. törvénycikk A fogyasztási adó alá eső szeszfőzdék által egy-egy termelési időszak alatt a kisebbik adótétel mellett termelhető alkoholmennyiségnek felosztásáról
- 1899. évi XXIII. törvénycikk A sörfogyasztási adó eltörlése mellett behozandó söradópótlékról
- 1899. évi XXIV. törvénycikk Az égetett szeszes folyadékok után fizetendő szeszadópótlékról és a szeszforgalmi adó megszüntetéséről
- 1899. évi XXV. törvénycikk Az állami italmérési jövedékről
- 1899. évi XXVI. törvénycikk Az igazságügyi palotáról és költségeinek fedezéséről szóló 1893:XIII. törvénycikk módositása tárgyában
- 1899. évi XXVII. törvénycikk A nagytapolcsány-bossány-trencséni helyi érdekü vasut engedélyezése tárgyában
- 1899. évi XXVIII. törvénycikk A honvéd-menház kibővitéséből felmerülő költségek engedélyezéséről
- 1899. évi XXIX. törvénycikk A budapesti m. kir. csendőrség egy részének elhelyezése czéljából létesitendő laktanya és lovarda épitési költségeinek fedezéséről
- 1899. évi XXX. törvénycikk A vám- és kereskedelmi viszonyoknak és ezekkel összefüggő némely kérdésnek rendezéséről
- 1899. évi XXXI. törvénycikk Az államjegyekből álló függő adósság teljes beváltásáról
- 1899. évi XXXII. törvénycikk A koronaérték megállapitásáról szóló 1892:XVII. tc. kiegészitéséről
- 1899. évi XXXIII. törvénycikk Az 1892:XVIII. tc. alapján a magyar korona országainak kormánya és a birodalmi tanácsban képviselt királyságok és országok kormánya között az érme- és pénzrendszerre vonatkozólag kötött szerződést kiegészitő pótszerződésről
- 1899. évi XXXIV. törvénycikk Az Osztrák-magyar bank által kibocsátandó tiz-koronás bankjegyekről
- 1899. évi XXXV. törvénycikk A magyar korona országainak kormánya és a birodalmi tanácsban képviselt királyságok és országok kormánya között a m. kir. pénzügyministerium és a csász. kir. pénzügyministerium által az Osztrák-magyar banknál arany értékérmékben teljesitett, illetőleg teljesitendő lefizetések tárgyában kötendő egyezményről
- 1899. évi XXXVI. törvénycikk A koronaértékben való közkötelező számitás behozataláról, az általános érmeforgalom rendezéséről és a koronaértéknek a jogviszonyra való alkalmazásáról
- 1899. évi XXXVII. törvénycikk Az Osztrák-magyar bank szabadalmának meghosszabbitásáról
- 1899. évi XXXVIII. törvénycikk Az Osztrák-magyar bankot cselekvőleg illető, eredetileg 80 millió a. é. forintot tevő államadósság tárgyában kötendő uj egyezményről
- 1899. évi XXXIX. törvénycikk A magyar korona országainak és Ő felsége többi királyságainak és országainak kormányai közt a részvénytársaságok, biztositó társaságok, közkereseti és iparszövetkezetek kölcsönös bebocsátása iránt létrejött, és az 1878:XXII. törvénycikkbe iktatott egyezmény 8. §-ának módositásáról
- 1899. évi XL. törvénycikk Az 1900. év első négy hónapjában viselendő közterhekről és fedezendő állami kiadásokról
- 1899. évi XLI. törvénycikk A vizimunkálatoknál, az ut- és vasutépitésnél alkalmazott napszámosokról és munkásokról
- 1899. évi XLII. törvénycikk A gazdasági munkavállalókról és segédmunkásokról
- 1899. évi XLIII. törvénycikk Az 1900. évi népszámlálásról
- 1899. évi XLIV. törvénycikk A m. kir. postatakarékpénztár elhelyezése czéljából emelendő épületről
- 1899. évi XLV. törvénycikk A szigetvár-kaposvári helyi érdekü vasut engedélyezése tárgyában
- 1899. évi XLVI. törvénycikk A magyar korona országainak pénzügyministere és a birodalmi tanácsban képviselt királyságok és országok pénzügyministere között a bélyeg- és közvetlen illetékek, fogyasztási bélyeg és dijak iránt létrejött egyezményről
- 1899. évi XLVII. törvénycikk A Magyarország és Horvát-Szlavon-Dalmátországok között létrejött pénzügyi egyezmény beczikkelyezéséről szóló 1889:XL. törvénycikk hatályának ujabbi meghosszabbitásáról
- 1899. évi XLVIII. törvénycikk A királyi biróságok és ügyészségek tagjainak az igazságügyministeriumban való ideiglenes alkalmazhatásáról
- 1899. évi XLIX. törvénycikk A hazai iparnak állami kedvezményekben való részesitéséről
- 1899. évi L. törvénycikk A szatmár-erdődi helyi érdekü vasut engedélyezése tárgyában